# 71 (tal)
71 (sjuttioett) är det naturliga talet som följer 70 och som följs av 72.
- Hexadecimala talsystemet: 47
- Binärt: 1000111
- Delbarhet: 1 och 71.
- Antal delare: 2
- Summan av delarna: 72
- Det 20:e primtalet efter 67 och före 73
- Det är en primtalstvilling med 73, den 8:e i ordningen.

## Inom matematiken
- 71 är ett udda tal.
- 71 är ett primtal.
- 71 är ett extraordinärt tal
- 71 är ett kvadratfritt tal
- 71 är ett centrerat heptagontal
- 71 är ett aritmetiskt tal
- 71 är ett latmirp

## Inom vetenskapen
- Lutetium, atomnummer 71
- 71 Niobe, en asteroid
- Messier 71, klotformig stjärnhop i Pilen, Messiers katalog

## Inom sporten
- HV71, svensk ishockeyklubb från Jönköping som bildades 1971 vid en sammanslagning av två mindre klubbar.